# Liste des titres musicaux numéro un au classement radio en France en 2013
Cette page liste les titres musicaux numéro un au classement radio en France pour l'année 2013 selon le Syndicat national de l'édition phonographique (SNEP).

## Classement des titres les plus diffusés par semaine
| №  | Date         | Artiste                                              | Titre                        |
| -- | ------------ | ---------------------------------------------------- | ---------------------------- |
| 1  | 7 janvier    | Will.i.am & Britney Spears                           | Scream and Shout             |
| 2  | 14 janvier   | Emeli Sandé                                          | Read All About It (Part III) |
| 3  | 21 janvier   | Calvin Harris                                        | Feel So Close                |
| 4  | 28 janvier   | Calvin Harris                                        | Feel So Close                |
| 5  | 4 février    | Calvin Harris                                        | Feel So Close                |
| 6  | 11 février   | Bingo Players featuring Far East Movement            | Get Up (Rattle)              |
| 7  | 18 février   | Macklemore & Ryan Lewis featuring Wanz               | Thrift Shop                  |
| 8  | 25 février   | Youssoupha featuring Ayna                            | On se connait                |
| 9  | 4 mars       | Macklemore & Ryan Lewis featuring Wanz               | Thrift Shop                  |
| 10 | 11 mars      | Macklemore & Ryan Lewis featuring Wanz               | Thrift Shop                  |
| 11 | 18 mars      | Macklemore & Ryan Lewis featuring Wanz               | Thrift Shop                  |
| 12 | 25 mars      | Macklemore & Ryan Lewis featuring Wanz               | Thrift Shop                  |
| 13 | 1er avril    | Rihanna featuring David Guetta                       | Right Now                    |
| 14 | 8 avril      | Macklemore & Ryan Lewis featuring Ray Dalton         | Can't Hold Us                |
| 15 | 15 avril     | Macklemore & Ryan Lewis featuring Ray Dalton         | Can't Hold Us                |
| 16 | 22 avril     | Daft Punk featuring Pharrell Williams & Nile Rodgers | Get Lucky                    |
| 17 | 29 avril     | Daft Punk featuring Pharrell Williams & Nile Rodgers | Get Lucky                    |
| 18 | 6 mai        | Daft Punk featuring Pharrell Williams & Nile Rodgers | Get Lucky                    |
| 19 | 13 mai       | Daft Punk featuring Pharrell Williams & Nile Rodgers | Get Lucky                    |
| 20 | 20 mai       | Daft Punk featuring Pharrell Williams & Nile Rodgers | Get Lucky                    |
| 21 | 27 mai       | Daft Punk featuring Pharrell Williams & Nile Rodgers | Get Lucky                    |
| 22 | 3 juin       | Daft Punk featuring Pharrell Williams & Nile Rodgers | Get Lucky                    |
| 23 | 10 juin      | Daft Punk featuring Pharrell Williams & Nile Rodgers | Get Lucky                    |
| 24 | 17 juin      | Daft Punk featuring Pharrell Williams & Nile Rodgers | Get Lucky                    |
| 25 | 24 juin      | Daft Punk featuring Pharrell Williams & Nile Rodgers | Get Lucky                    |
| 26 | 1er juillet  | Daft Punk featuring Pharrell Williams & Nile Rodgers | Get Lucky                    |
| 27 | 8 juillet    | Bruno Mars                                           | Treasure                     |
| 28 | 15 juillet   | Bruno Mars                                           | Treasure                     |
| 29 | 22 juillet   | Bruno Mars                                           | Treasure                     |
| 30 | 29 juillet   | Bruno Mars                                           | Treasure                     |
| 31 | 5 août       | Bruno Mars                                           | Treasure                     |
| 32 | 12 août      | Avicii featuring Aloe Blacc                          | Wake Me Up                   |
| 33 | 19 août      | Bruno Mars                                           | Treasure                     |
| 34 | 26 août      | Bruno Mars                                           | Treasure                     |
| 35 | 2 septembre  | Bruno Mars                                           | Treasure                     |
| 36 | 9 septembre  | Bruno Mars                                           | Treasure                     |
| 37 | 16 septembre | Bruno Mars                                           | Treasure                     |
| 38 | 23 septembre | John Mamann & Kika                                   | Love life                    |
| 39 | 30 septembre | Naughty Boy featuring Sam Smith                      | La La La                     |
| 40 | 7 octobre    | Naughty Boy featuring Sam Smith                      | La La La                     |
| 41 | 14 octobre   | Bakermat                                             | Vandaag                      |
| 42 | 21 octobre   | Ellie Goulding                                       | Burn                         |
| 43 | 28 octobre   | Ellie Goulding                                       | Burn                         |
| 44 | 4 novembre   | Jason Derulo featuring 2 Chainz                      | Talk Dirty                   |
| 45 | 11 novembre  | Avicii featuring Dan Tyminski                        | Hey Brother                  |
| 46 | 18 novembre  | Eminem featuring Rihanna                             | The Monster                  |
| 47 | 25 novembre  | Eminem featuring Rihanna                             | The Monster                  |
| 48 | 2 décembre   | Eminem featuring Rihanna                             | The Monster                  |
| 49 | 9 décembre   | Eminem featuring Rihanna                             | The Monster                  |
| 50 | 16 décembre  | Eminem featuring Rihanna                             | The Monster                  |
| 51 | 23 décembre  | Eminem featuring Rihanna                             | The Monster                  |
| 52 | 30 décembre  | Eminem featuring Rihanna                             | The Monster                  |

## Classement des titres les plus diffusés de l'année
| №  | Artiste                                                          | Titre                       |
| -- | ---------------------------------------------------------------- | --------------------------- |
| 1  | Daft Punk featuring Pharrell Williams & Nile Rodgers             | Get Lucky                   |
| 2  | Bruno Mars                                                       | Treasure                    |
| 3  | Saule featuring Charlie Winston                                  | Dusty Men                   |
| 4  | Robin Thicke featuring T.I. & Pharrell Williams                  | Blurred Lines               |
| 5  | Passenger                                                        | Let Her Go                  |
| 6  | Macklemore & Ryan Lewis featuring Ray Dalton                     | Can't Hold Us               |
| 7  | Rihanna featuring Mikky Ekko                                     | Stay                        |
| 8  | Bruno Mars                                                       | Locked Out of Heaven        |
| 9  | The Lumineers                                                    | Ho Hey                      |
| 10 | Major Lazer featuring Busy Signal & The Flexican (en) & FS Green | Watch Out For This (Bumaye) |
| 11 | P!nk featuring Nate Ruess                                        | Just Give Me a Reason       |
| 12 | Stromae                                                          | Papaoutai                   |
| 13 | Avicii featuring Aloe Blacc                                      | Wake Me Up                  |
| 14 | James Arthur                                                     | Impossible                  |
| 15 | Macklemore & Ryan Lewis featuring Wanz                           | Thrift Shop                 |
| 16 | David Guetta featuring Ne-Yo & Akon                              | Play Hard                   |
| 17 | Maître Gims                                                      | Bella                       |
| 18 | Youssoupha featuring Ayna                                        | On se connait               |
| 19 | Alex Hepburn                                                     | Under                       |
| 20 | Rihanna featuring David Guetta                                   | Right Now                   |

## Sources
- Classement radio hebdomadaire
- Bilan radio TV clubs 2013

## Chronologie
- Liste des titres musicaux numéro un au classement radio en France en 2012